# SCL Group
Die SCL Group (Abkürzung für Strategic Communication Laboratories Group) war ein britisch-US-amerikanisches Unternehmen für Verhaltensforschung und Strategische Kommunikation. Der Hauptsitz der Gruppe befand sich in Arlington (Virginia), Vereinigte Staaten. SCL nutzte Data mining und Datenanalyse, um Kommunikationsmaßnahmen auf bestimmte Zielgruppen maßgerecht zuschneiden zu können und so Verhaltensänderungen (wie etwa Wahlentscheidungen) im Sinne der Kunden von SCL zu bewirken.

## Geschichte
Die Firma wurde 1993 von Nigel Oakes in London gegründet und arbeitete für Unternehmen, politische Kandidaten und Regierungen in vielen Ländern. Laut der New York Times befasste sich SCL im Auftrag der britischen Regierung mit pakistanischen Dschihadisten und unterstützte die USA bei der militärischen Aufklärung im Iran, in Libyen und in Syrien. Die Firma wurde von autoritären Regierungen, etwa in den Vereinigten Arabischen Emiraten, beauftragt, politische Maßnahmen zu entwickeln, um die Bevölkerung unter Kontrolle zu halten, etwa durch die Inszenierung von Protesten zur Eindämmung von Studentenunruhen in Indonesien. Sie entwarf auf der Grundlage einer Bevölkerungsanalyse auch eine sozialpsychologische Strategie für den 2015 an die Macht gekommenen saudi-arabischen König Salman ibn Abd al-Aziz und den Kronprinzen Mohammed bin Salman, wie durch begrenzte Reformen die dortige autoritäre Herrschaft gesichert werden kann.
Bekannt wurde das Unternehmen vor allem durch die 2014 gegründete US-Tochtergesellschaft Cambridge Analytica, die im Vorwahlkampf zur Präsidentschaftswahl in den Vereinigten Staaten 2016 für Ted Cruz tätig war und nach dessen Ausscheiden mit der Unterstützung von Donald Trump beauftragt wurde.
Nach Bekanntwerden eines Datenmissbrauchs sperrte Facebook SCL/CA 2018 den Zugang. Im Mai 2018 leiteten die SCL Group sowie die Tochtergesellschaft Cambridge Analytica ein Insolvenzverfahren ein.